# 1993 RJ9
1993 RJ9 är en asteroid i huvudbältet som upptäcktes den 14 september 1993 av båda belgiska astronomerna Henri Debehogne och Eric Walter Elst vid La Silla-observatoriet.
Den tillhör asteroidgruppen Nysa.